# Protolampra shuotsensis
Protolampra shuotsensis är en fjärilsart som beskrevs av Felix Bryk 1948. Protolampra shuotsensis ingår i släktet Protolampra och familjen nattflyn. Inga underarter finns listade i Catalogue of Life.